# Michael Higgins jr.
Michael Patrick Higgins jr. (Brooklyn (New York), 20 januari 1920 – Manhattan (New York), 5 november 2008) was een Amerikaans televisie- en theateracteur.

## Biografie
Higgins was een zoon van een vader met Ierse afkomst, en hij gaf hem de liefde voor Shakespeare en zo ook voor het acteren. Hij nam dienst in de United States Army en vocht mee in Italië in de Tweede Wereldoorlog waarmee hij een Bronzen Ster en een Purple Heart verdiende.
Higgins begon met acteren in het theater en maakte in 1946 zijn debuut met het toneelstuk Antigone. Hierna heeft hij zijn verdere carrière nog meerdere rollen gespeeld in het theater zoals in Equus, Romeo en Julia en Antony and Cleopatra.
Higgins begon in 1949 met acteren voor televisie in de televisieserie Academy Theatre. Hierna heeft hij nog meerdere rollen gespeeld in televisieseries en films zoals Gunsmoke (1963-1964), The Conversation (1974), The Stepford Wives (1975), The Black Stallion (1979), Rumble Fish (1983), Angel Heart (1987) en The Savages (2007).
Higgins was in 1946 getrouwd en heeft drie kinderen. Higgins is op 5 november 2008 gestorven in een ziekenhuis in New York aan de gevolgen van een hartstilstand.

## Filmografie

### Films
Selectie:
- 2008 Synecdoche, New York – als acteur die man met bloedneus speelt
- 2007 The Savages – als inwoner
- 2006 The Favor – als mr. Ritter
- 2002 Swimfan – als mr. Tillman
- 1992 Death Becomes Her – als danser
- 1989 Dead Bang – als bisschop Gebhardt
- 1989 New York Stories – als dief
- 1987 Angel Heart – als dr. Albert Fowler
- 1985 Seven Minutes in Heaven – als Senator Henry Peterson
- 1985 Girls Just Want to Have Fun – als danser
- 1983 Rumble Fish – als mr. Harrigan
- 1983 Staying Alive – als danser
- 1982 A Midsummer Night's Sex Comedy – als Reynolds
- 1981 Kent State – als professor Glenn Frank
- 1979 The Black Stallion – als Neville
- 1975 The Stepford Wives – als mr. Cornell
- 1969 The Arrangement – als Michael

### Televisieseries
Uitgezonderd eenmalige gastrollen.
- 2001 – 2002 100 Centre Street – als Jim Ryder – 3 afl.
- 1970 The Guiding Light – als Stanley Norris - ? afl.
- 1961 – 1962 The Defenders – als dr. Fowler – 2 afl.
- 1964 Ben Casey – als Dr. Roger O'Hara – 2 afl.
- 1953 – 1958 Kraft Television Theatre – als Paul – 3 afl.
- 1957 Studio One – als sergeant James Sheeley – 2 afl.
- 1949 – 1951 One Man's Family – als Johnny Roberts - ? afl.

## Theaterwerk
- 1980 Mixed Couples – als Alden
- 1980 Reunion – als ??
- 1978 Molly – als ??
- 1974 Equus – als Frank Strang
- 1973 The Iceman Cometh – als Larry Slade
- 1963 Antony and Cleopatra – als ??
- 1958 The Crucible – als John Proctor
- 1955 The Lark – als Broeder Ladvenu
- 1955 The Carefree Tree – als de vijfde zoon
- 1951 Romeo en Julia – als Benvolio
- 1947 Our Lan'  – als tweede rebellerende soldaat
- 1946 Antigone – als derde wacht

- Bibsys: 90950948
- Bibliothèque nationale de France: cb161746336 (data)
- Gemeinsame Normdatei: 1190575132
- International Standard Name Identifier: 0000 0000 7462 7499
- Library of Congress Control Number: n94091038
- Nationale Bibliotheek van Tsjechië: xx0160433
- Nationale Bibliotheek van Israël: 987007587621805171
- Istituto Centrale per il Catalogo Unico: RT1V021275
- Système universitaire de documentation: 079358322
- Virtual International Authority File: 103685263
- WorldCat: E39PBJcBYKPF7KJxywfYpDr6rq